# 印第安村鎮區 (愛荷華州泰馬縣)
印第安村鎮區（英語：Indian Village Township）是位於美國愛荷華州泰馬縣的一個行政鎮區。

## 地方資料
根據2010年美國人口普查的數據，印第安村鎮區的面積為92.22平方千米，當中陸地面積為91.85平方千米，而水域面積為0.37平方千米。當地共有人口1153人，而人口密度為每平方千米12.5人。